# Sprakensehl
Sprakensehl est une commune de l'arrondissement de Gifhorn, Land de Basse-Saxe.

## Géographie
Sprakensehl comprend les villages de Behren, Bokel, Blickwedel, Hagen, Masel et Sprakensehl.
Dans Sprakensehl coule le Schmalwasser (de).
| Suderburg  | Wrestedt    |           |
| Eschede    | Sprakensehl | Lüder     |
| Steinhorst | Dedelstorf  | Obernholz |

Sprakensehl se trouve sur la Bundesstraße 4.

## Histoire
La plus ancienne pièce trouvée lors de fouilles archéologiques est un tesson datant du Néolithique.
Les villages de la commune se développent lors de la colonisation de l'est de l'Allemagne au cours du XIIe siècle, sous l'arrangement de l'empereur Henri XII de Bavière et des comtes de Schwerin, Lüchow et Dannenberg.
Sprakensehl est d'abord la propriété des Billung. La première metion date de 1246 lorsque Heinrich et Otto von Lüchow veulent donner le village à l'abbaye d'Isenhagen.
En 1797, la route d'Uelzenà Gifhorn devient pavée ; elle sera plus tard la Bundesstraße 4.
Les villages de Sprakensehl et Behren fusionnent en 1928. Masel, Hagen et Blickwedel s'intègrent en 1965, Bokel en 1974.

## Personnalités liées à la commune
- Karl Söhle (1861-1947), écrivain et critique musical.

## Source, notes et références
- (de) Cet article est partiellement ou en totalité issu de l’article de Wikipédia en allemand intitulé « Sprakensehl » (voir la liste des auteurs).